# Andrea Sawatzki
Andrea Sawatzki (ur. 23 lutego 1963 w Schlehdorfie) – niemiecka aktorka teatralna, telewizyjna i filmowa, pisarka, piosenkarka i projektantka.

## Życiorys

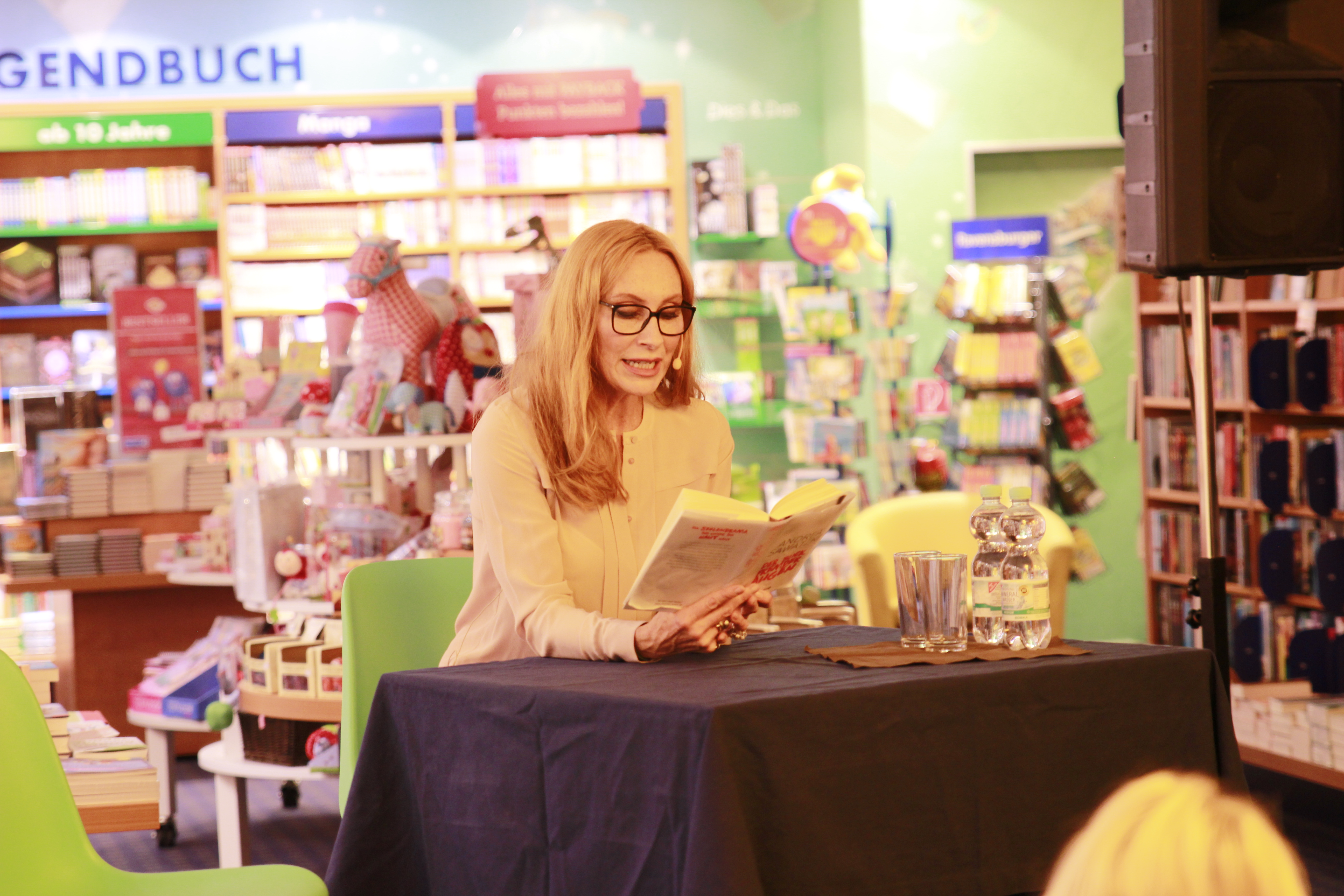
Andrea Sawatzki, 2015

Andrea Sawatzki jest córką pielęgniarki i dziennikarza. Urodziła się w Schlehdorfie, w Górnej Bawarii, gdzie mieszkała tylko z matką. W wieku 8 lat zamieszkały w Vaihingen an der Enz razem z ojcem, który zmarł na chorobę Alzheimera i raka, gdy miała 13 lat. Kształciła się w prywatnej szkole teatralnej Neue Münchner Schauspielschule w Monachium, a następnie odbyła staż w teatrze Münchner Kammerspiele. W latach 1988–1992 pracowała w teatrach w Stuttgarcie, Wilhelmshaven i Monachium.
Po debiucie filmowym w 1988 w Faust – Vom Himmel durch die Welt zur Hölle w reżyserii Dietera Dorna, zagrała w wielu serialach i produkcjach telewizyjnych, a także wystąpiła na dużym ekranie. W marcu 2003 znalazła się na okładce niemieckiej edycji magazynu „Playboy”. W 2004 pracowała razem z mężem, Christianem Berkelem w Renaissance-Theater w Berlinie.
Przełomowym dla jej kariery był serial Tatort, w którym grała komisarz Charlotte Sänger w latach 2002–2010. Za rolę tę otrzymała w 2005 jedną z najbardziej prestiżowych nagród telewizji niemieckiej, Adolf-Grimme-Preis, a w 2006 Hessischer Fernsehpreis. W 2006 otrzymała również Deutscher Comedypreis, w kategorii najlepsza aktorka komediowa, za film telewizyjny Biedni milionerzy. W 2007 otrzymała nagrodę dla najlepszej aktorki podczas Festiwalu Filmowego w Montrealu za rolę w filmie Der andere Junge. W 2010 otrzymała Jupiter-Award dla najlepszej niemieckiej aktorki telewizyjnej za film Entführt. W 2011 otrzymała nagrodę Bayerischer Fernsehpreis dla najlepszej aktorki telewizyjnej za film Bella Vita. W 2011 otrzymała główną nagrodę podczas Festival des deutschen Films.
Andrea Sawatzki jest wszechstronnie uzdolniona, zaprojektowała linię mebli, występuje jako piosenkarka jazzowo-popowa, jest lektorką audiobooków, a w 2013 wydała swoją pierwszą powieść kryminalną Ein allzu braves Mädchen.

## Życie prywatne
Od 1997 związana jest z aktorem Christianem Berklem, którego poślubiła w 2011. Para ma dwóch synów, Moritza i Bruna, z którymi mieszkają w Berlinie.

## Twórczość literacka
- 2013: Ein allzu braves Mädchen
- 2015: Der Blick fremder Augen

### Seria Bundschuh
- 2013: Tief durchatmen, die Familie kommt
- 2014: Von Erholung war nie die Rede
- 2016: Ihr seid natürlich eingeladen
- 2019: Andere machen das beruflich
- 2021: Woanders ist es auch nicht ruhiger

## Filmografia

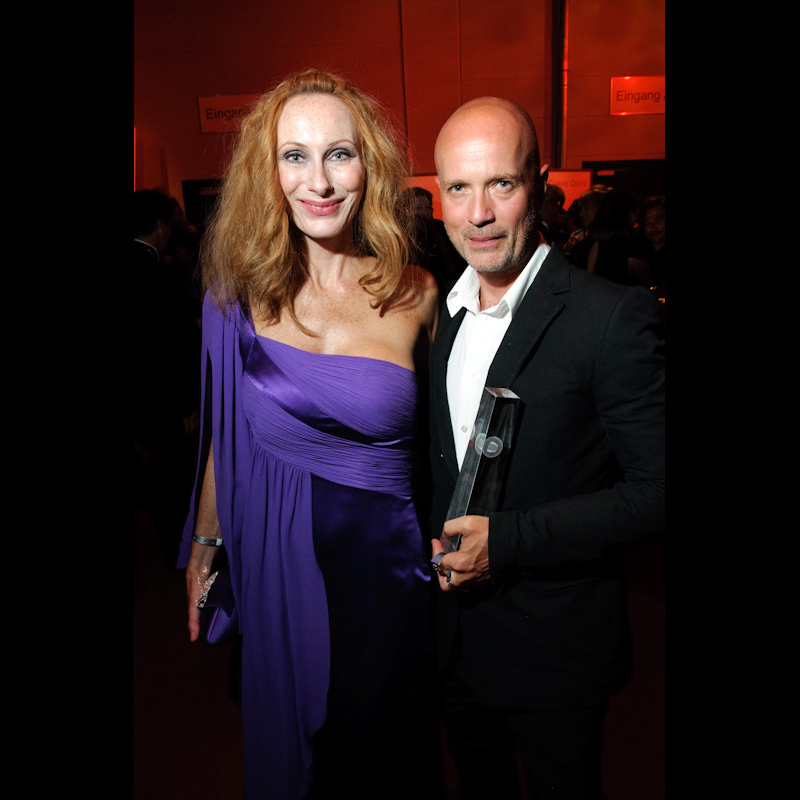
Andrea Sawatzki i Christian Berkel, 2009

- 1988: Faust – Vom Himmel durch die Welt zur Hölle
- 1990: Florian
- 1991-2010: Miejsce zbrodni
- 1993: Auf Achse
- 1993: Der Fahnder
- 1994: Wolffs Revier
- 1994: Ärzte
- 1995: Angst
- 1995: Das Schwein – Eine deutsche Karriere
- 1995-2004: Telefon 110
- 1995-1998: A.S.
- 1995: Schwarz greift ein
- 1996: Die Mutter des Killers
- 1996: Atemlos durch die Nacht
- 1996: Helden haben’s schwer
- 1996: Adelheid und ihre Mörder
- 1997: Aptekarka
- 1997: Buy 1 Get 1 Free
- 1997: Szampan i herbatka miętowa
- 1997: Eiskalte Liebe
- 1997: Zła miłość
- 1997: Bandytki
- 1997: Faust
- 1997: Der Mordsfilm
- 1997: Bella Block
- 1997: Życie to plac budowy
- 1997: Ein Mord für Quandt
- 1997: Agentenfieber
- 1997: Tresko – Im Visier der Drogenmafia
- 1998: Mordkommission
- 1998: Hund mit t
- 1998: Ufos über Waterlow
- 1998: Und alles wegen Mama
- 1998: Liebling, vergiß die Socken nicht!
- 1998: Der König von St. Pauli
- 1999: Late Show
- 1999: Klemperer – Ein Leben in Deutschland
- 1999: Doppeltes Dreieck
- 1999: Apokalipsa
- 1999: Wakacyjna pułapka
- 1999: Tod auf Amrum
- 2000: Mrówki w gaciach
- 2000-2006: Der letzte Zeuge
- 2000: Alles mit Besteck
- 2000: SK Kölsch
- 2000: Verzweiflung
- 2001: Komisarz Rex - odc. Śmierć przyszła dwa razy (Der Tod kam zweimal) jako Selma Melle-Schneiders
- 2001: Mannowie – Powieść stulecia
- 2001: Leo i Klara
- 2001: Bargeld lacht
- 2001: Die Cleveren
- 2001: Podła robota
- 2001: Nur mein Sohn war Zeuge
- 2001: Ein tödliches Wochenende
- 2001: Eksperyment
- 2002: Rosa Roth
- 2002: Scherbentanz
- 2002: Der Unbestechliche
- 2002: Der Mann von nebenan
- 2002: Das verflixte 17. Jahr
- 2003: Mein erster Freund, Mutter und ich
- 2004: Küss mich, Kanzler!
- 2005: Erkan & Stefan in Der Tod kommt krass
- 2005-2006: Biedni milionerzy
- 2005: Der Mann von nebenan lebt!
- 2005: Schöne Witwen küssen besser
- 2006: Helen, Fred und Ted
- 2006: Das Schneckenhaus
- 2007: Śniadanie z nieznajomym
- 2007: Der andere Junge
- 2007: Der Baum
- 2008: Braciszek i siostrzyczka
- 2008: Vom Atmen unter Wasser
- 2009: Entführt
- 2009: John Rabe
- 2010: Bella Vita
- 2010: Klimawechsel
- 2010: Je ne vous oublierai jamais
- 2011: Das grosse Comeback
- 2011: Mein Bruder, sein Erbe und ich
- 2011-2013: Prawdziwa historia rodu Borgiów
- 2013: Szczęście
- 2012: Herztöne''
- 2013: Bella Familia – Umtausch ausgeschlossen
- 2013: Herztöne
- 2013: Meine Tochter, ihr Freund und ich
- 2013: Bella Dilemma – Drei sind einer zu viel
- 2014: Bella Amore – Widerstand zwecklos
- 2014: Bella Casa: Hier zieht keiner aus!
- 2015: Będzie jeszcze lepiej
- 2016: Zbłąkane owieczki
- 2016: Lotta & der dicke Brocken
- 2016: Der Athen Krimi – Trojanische Pferde
- 2016: Tief durchatmen, die Familie kommt
- 2017: Casting
- 2017: Von Erholung war nie die Rede
- 2017: Südstadt
- 2017: HERRliche Zeiten
- 2018: Hilfe, ich hab meine Eltern geschrumpft
- 2018: Im Wald